# Zlatar-Bistrica
Zlatar-Bistrica est un village et une municipalité située dans le comitat de Krapina-Zagorje, en Croatie. Au recensement de 2001, la municipalité comptait 2 830 habitants, dont 97,60 % de Croates et le village seul comptait 1 592 habitants.

## Localités
La municipalité de Zlatar-Bistrica compte 5 localités :
- Ervenik Zlatarski
- Lipovec
- Lovrečan
- Opasanjek
- Veleškovec
- Zlatar-Bistrica